# Philodendron longipedunculatum
Philodendron longipedunculatum är en kallaväxtart som beskrevs av Thomas Bernard Croat och M.M.Mora. Philodendron longipedunculatum ingår i släktet Philodendron och familjen kallaväxter. Inga underarter finns listade.